# 1558
Portal Geschichte | Portal Biografien | Aktuelle Ereignisse | Jahreskalender | Tagesartikel

◄ |
15. Jahrhundert |
16. Jahrhundert
| 17. Jahrhundert | ►

◄ |
1520er |
1530er |
1540er |
1550er
| 1560er | 1570er | 1580er | ►

◄◄ |
◄ |
1554 |
1555 |
1556 |
1557 |
1558
| 1559 | 1560 | 1561 | 1562 | ► | ►►
Staatsoberhäupter  · Nekrolog   · Musikjahr
| Januar | Januar | Januar | Januar | Januar | Januar | Januar | Januar |
| Kw     | Mo     | Di     | Mi     | Do     | Fr     | Sa     | So     |
| ------ | ------ | ------ | ------ | ------ | ------ | ------ | ------ |
| 52     |        |        |        |        |        | 1      | 2      |
| 1      | 3      | 4      | 5      | 6      | 7      | 8      | 9      |
| 2      | 10     | 11     | 12     | 13     | 14     | 15     | 16     |
| 3      | 17     | 18     | 19     | 20     | 21     | 22     | 23     |
| 4      | 24     | 25     | 26     | 27     | 28     | 29     | 30     |
| 5      | 31     |        |        |        |        |        |        |

| Februar | Februar | Februar | Februar | Februar | Februar | Februar | Februar |
| Kw      | Mo      | Di      | Mi      | Do      | Fr      | Sa      | So      |
| ------- | ------- | ------- | ------- | ------- | ------- | ------- | ------- |
| 5       |         | 1       | 2       | 3       | 4       | 5       | 6       |
| 6       | 7       | 8       | 9       | 10      | 11      | 12      | 13      |
| 7       | 14      | 15      | 16      | 17      | 18      | 19      | 20      |
| 8       | 21      | 22      | 23      | 24      | 25      | 26      | 27      |
| 9       | 28      |         |         |         |         |         |         |

| März | März | März | März | März | März | März | März |
| Kw   | Mo   | Di   | Mi   | Do   | Fr   | Sa   | So   |
| ---- | ---- | ---- | ---- | ---- | ---- | ---- | ---- |
| 9    |      | 1    | 2    | 3    | 4    | 5    | 6    |
| 10   | 7    | 8    | 9    | 10   | 11   | 12   | 13   |
| 11   | 14   | 15   | 16   | 17   | 18   | 19   | 20   |
| 12   | 21   | 22   | 23   | 24   | 25   | 26   | 27   |
| 13   | 28   | 29   | 30   | 31   |      |      |      |

| April | April | April | April | April | April | April | April |
| Kw    | Mo    | Di    | Mi    | Do    | Fr    | Sa    | So    |
| ----- | ----- | ----- | ----- | ----- | ----- | ----- | ----- |
| 13    |       |       |       |       | 1     | 2     | 3     |
| 14    | 4     | 5     | 6     | 7     | 8     | 9     | 10    |
| 15    | 11    | 12    | 13    | 14    | 15    | 16    | 17    |
| 16    | 18    | 19    | 20    | 21    | 22    | 23    | 24    |
| 17    | 25    | 26    | 27    | 28    | 29    | 30    |       |

| Mai | Mai | Mai | Mai | Mai | Mai | Mai | Mai |
| Kw  | Mo  | Di  | Mi  | Do  | Fr  | Sa  | So  |
| --- | --- | --- | --- | --- | --- | --- | --- |
| 17  |     |     |     |     |     |     | 1   |
| 18  | 2   | 3   | 4   | 5   | 6   | 7   | 8   |
| 19  | 9   | 10  | 11  | 12  | 13  | 14  | 15  |
| 20  | 16  | 17  | 18  | 19  | 20  | 21  | 22  |
| 21  | 23  | 24  | 25  | 26  | 27  | 28  | 29  |
| 22  | 30  | 31  |     |     |     |     |     |

| Juni | Juni | Juni | Juni | Juni | Juni | Juni | Juni |
| Kw   | Mo   | Di   | Mi   | Do   | Fr   | Sa   | So   |
| ---- | ---- | ---- | ---- | ---- | ---- | ---- | ---- |
| 22   |      |      | 1    | 2    | 3    | 4    | 5    |
| 23   | 6    | 7    | 8    | 9    | 10   | 11   | 12   |
| 24   | 13   | 14   | 15   | 16   | 17   | 18   | 19   |
| 25   | 20   | 21   | 22   | 23   | 24   | 25   | 26   |
| 26   | 27   | 28   | 29   | 30   |      |      |      |

| Juli | Juli | Juli | Juli | Juli | Juli | Juli | Juli |
| Kw   | Mo   | Di   | Mi   | Do   | Fr   | Sa   | So   |
| ---- | ---- | ---- | ---- | ---- | ---- | ---- | ---- |
| 26   |      |      |      |      | 1    | 2    | 3    |
| 27   | 4    | 5    | 6    | 7    | 8    | 9    | 10   |
| 28   | 11   | 12   | 13   | 14   | 15   | 16   | 17   |
| 29   | 18   | 19   | 20   | 21   | 22   | 23   | 24   |
| 30   | 25   | 26   | 27   | 28   | 29   | 30   | 31   |

| August | August | August | August | August | August | August | August |
| Kw     | Mo     | Di     | Mi     | Do     | Fr     | Sa     | So     |
| ------ | ------ | ------ | ------ | ------ | ------ | ------ | ------ |
| 31     | 1      | 2      | 3      | 4      | 5      | 6      | 7      |
| 32     | 8      | 9      | 10     | 11     | 12     | 13     | 14     |
| 33     | 15     | 16     | 17     | 18     | 19     | 20     | 21     |
| 34     | 22     | 23     | 24     | 25     | 26     | 27     | 28     |
| 35     | 29     | 30     | 31     |        |        |        |        |

| September | September | September | September | September | September | September | September |
| Kw        | Mo        | Di        | Mi        | Do        | Fr        | Sa        | So        |
| --------- | --------- | --------- | --------- | --------- | --------- | --------- | --------- |
| 35        |           |           |           | 1         | 2         | 3         | 4         |
| 36        | 5         | 6         | 7         | 8         | 9         | 10        | 11        |
| 37        | 12        | 13        | 14        | 15        | 16        | 17        | 18        |
| 38        | 19        | 20        | 21        | 22        | 23        | 24        | 25        |
| 39        | 26        | 27        | 28        | 29        | 30        |           |           |

| Oktober | Oktober | Oktober | Oktober | Oktober | Oktober | Oktober | Oktober |
| Kw      | Mo      | Di      | Mi      | Do      | Fr      | Sa      | So      |
| ------- | ------- | ------- | ------- | ------- | ------- | ------- | ------- |
| 39      |         |         |         |         |         | 1       | 2       |
| 40      | 3       | 4       | 5       | 6       | 7       | 8       | 9       |
| 41      | 10      | 11      | 12      | 13      | 14      | 15      | 16      |
| 42      | 17      | 18      | 19      | 20      | 21      | 22      | 23      |
| 43      | 24      | 25      | 26      | 27      | 28      | 29      | 30      |
| 44      | 31      |         |         |         |         |         |         |

| November | November | November | November | November | November | November | November |
| Kw       | Mo       | Di       | Mi       | Do       | Fr       | Sa       | So       |
| -------- | -------- | -------- | -------- | -------- | -------- | -------- | -------- |
| 44       |          | 1        | 2        | 3        | 4        | 5        | 6        |
| 45       | 7        | 8        | 9        | 10       | 11       | 12       | 13       |
| 46       | 14       | 15       | 16       | 17       | 18       | 19       | 20       |
| 47       | 21       | 22       | 23       | 24       | 25       | 26       | 27       |
| 48       | 28       | 29       | 30       |          |          |          |          |

| Dezember | Dezember | Dezember | Dezember | Dezember | Dezember | Dezember | Dezember |
| Kw       | Mo       | Di       | Mi       | Do       | Fr       | Sa       | So       |
| -------- | -------- | -------- | -------- | -------- | -------- | -------- | -------- |
| 48       |          |          |          | 1        | 2        | 3        | 4        |
| 49       | 5        | 6        | 7        | 8        | 9        | 10       | 11       |
| 50       | 12       | 13       | 14       | 15       | 16       | 17       | 18       |
| 51       | 19       | 20       | 21       | 22       | 23       | 24       | 25       |
| 52       | 26       | 27       | 28       | 29       | 30       | 31       |          |

| Januar | Januar | Januar | Januar | Januar | Januar | Januar | Januar |
| Kw     | Mo     | Di     | Mi     | Do     | Fr     | Sa     | So     |
| ------ | ------ | ------ | ------ | ------ | ------ | ------ | ------ |
| 52     |        |        |        |        |        | 1      | 2      |
| 1      | 3      | 4      | 5      | 6      | 7      | 8      | 9      |
| 2      | 10     | 11     | 12     | 13     | 14     | 15     | 16     |
| 3      | 17     | 18     | 19     | 20     | 21     | 22     | 23     |
| 4      | 24     | 25     | 26     | 27     | 28     | 29     | 30     |
| 5      | 31     |        |        |        |        |        |        |

| Februar | Februar | Februar | Februar | Februar | Februar | Februar | Februar |
| Kw      | Mo      | Di      | Mi      | Do      | Fr      | Sa      | So      |
| ------- | ------- | ------- | ------- | ------- | ------- | ------- | ------- |
| 5       |         | 1       | 2       | 3       | 4       | 5       | 6       |
| 6       | 7       | 8       | 9       | 10      | 11      | 12      | 13      |
| 7       | 14      | 15      | 16      | 17      | 18      | 19      | 20      |
| 8       | 21      | 22      | 23      | 24      | 25      | 26      | 27      |
| 9       | 28      |         |         |         |         |         |         |

| März | März | März | März | März | März | März | März |
| Kw   | Mo   | Di   | Mi   | Do   | Fr   | Sa   | So   |
| ---- | ---- | ---- | ---- | ---- | ---- | ---- | ---- |
| 9    |      | 1    | 2    | 3    | 4    | 5    | 6    |
| 10   | 7    | 8    | 9    | 10   | 11   | 12   | 13   |
| 11   | 14   | 15   | 16   | 17   | 18   | 19   | 20   |
| 12   | 21   | 22   | 23   | 24   | 25   | 26   | 27   |
| 13   | 28   | 29   | 30   | 31   |      |      |      |

| April | April | April | April | April | April | April | April |
| Kw    | Mo    | Di    | Mi    | Do    | Fr    | Sa    | So    |
| ----- | ----- | ----- | ----- | ----- | ----- | ----- | ----- |
| 13    |       |       |       |       | 1     | 2     | 3     |
| 14    | 4     | 5     | 6     | 7     | 8     | 9     | 10    |
| 15    | 11    | 12    | 13    | 14    | 15    | 16    | 17    |
| 16    | 18    | 19    | 20    | 21    | 22    | 23    | 24    |
| 17    | 25    | 26    | 27    | 28    | 29    | 30    |       |

| Mai | Mai | Mai | Mai | Mai | Mai | Mai | Mai |
| Kw  | Mo  | Di  | Mi  | Do  | Fr  | Sa  | So  |
| --- | --- | --- | --- | --- | --- | --- | --- |
| 17  |     |     |     |     |     |     | 1   |
| 18  | 2   | 3   | 4   | 5   | 6   | 7   | 8   |
| 19  | 9   | 10  | 11  | 12  | 13  | 14  | 15  |
| 20  | 16  | 17  | 18  | 19  | 20  | 21  | 22  |
| 21  | 23  | 24  | 25  | 26  | 27  | 28  | 29  |
| 22  | 30  | 31  |     |     |     |     |     |

| Juni | Juni | Juni | Juni | Juni | Juni | Juni | Juni |
| Kw   | Mo   | Di   | Mi   | Do   | Fr   | Sa   | So   |
| ---- | ---- | ---- | ---- | ---- | ---- | ---- | ---- |
| 22   |      |      | 1    | 2    | 3    | 4    | 5    |
| 23   | 6    | 7    | 8    | 9    | 10   | 11   | 12   |
| 24   | 13   | 14   | 15   | 16   | 17   | 18   | 19   |
| 25   | 20   | 21   | 22   | 23   | 24   | 25   | 26   |
| 26   | 27   | 28   | 29   | 30   |      |      |      |

| Juli | Juli | Juli | Juli | Juli | Juli | Juli | Juli |
| Kw   | Mo   | Di   | Mi   | Do   | Fr   | Sa   | So   |
| ---- | ---- | ---- | ---- | ---- | ---- | ---- | ---- |
| 26   |      |      |      |      | 1    | 2    | 3    |
| 27   | 4    | 5    | 6    | 7    | 8    | 9    | 10   |
| 28   | 11   | 12   | 13   | 14   | 15   | 16   | 17   |
| 29   | 18   | 19   | 20   | 21   | 22   | 23   | 24   |
| 30   | 25   | 26   | 27   | 28   | 29   | 30   | 31   |

| August | August | August | August | August | August | August | August |
| Kw     | Mo     | Di     | Mi     | Do     | Fr     | Sa     | So     |
| ------ | ------ | ------ | ------ | ------ | ------ | ------ | ------ |
| 31     | 1      | 2      | 3      | 4      | 5      | 6      | 7      |
| 32     | 8      | 9      | 10     | 11     | 12     | 13     | 14     |
| 33     | 15     | 16     | 17     | 18     | 19     | 20     | 21     |
| 34     | 22     | 23     | 24     | 25     | 26     | 27     | 28     |
| 35     | 29     | 30     | 31     |        |        |        |        |

| September | September | September | September | September | September | September | September |
| Kw        | Mo        | Di        | Mi        | Do        | Fr        | Sa        | So        |
| --------- | --------- | --------- | --------- | --------- | --------- | --------- | --------- |
| 35        |           |           |           | 1         | 2         | 3         | 4         |
| 36        | 5         | 6         | 7         | 8         | 9         | 10        | 11        |
| 37        | 12        | 13        | 14        | 15        | 16        | 17        | 18        |
| 38        | 19        | 20        | 21        | 22        | 23        | 24        | 25        |
| 39        | 26        | 27        | 28        | 29        | 30        |           |           |

| Oktober | Oktober | Oktober | Oktober | Oktober | Oktober | Oktober | Oktober |
| Kw      | Mo      | Di      | Mi      | Do      | Fr      | Sa      | So      |
| ------- | ------- | ------- | ------- | ------- | ------- | ------- | ------- |
| 39      |         |         |         |         |         | 1       | 2       |
| 40      | 3       | 4       | 5       | 6       | 7       | 8       | 9       |
| 41      | 10      | 11      | 12      | 13      | 14      | 15      | 16      |
| 42      | 17      | 18      | 19      | 20      | 21      | 22      | 23      |
| 43      | 24      | 25      | 26      | 27      | 28      | 29      | 30      |
| 44      | 31      |         |         |         |         |         |         |

| November | November | November | November | November | November | November | November |
| Kw       | Mo       | Di       | Mi       | Do       | Fr       | Sa       | So       |
| -------- | -------- | -------- | -------- | -------- | -------- | -------- | -------- |
| 44       |          | 1        | 2        | 3        | 4        | 5        | 6        |
| 45       | 7        | 8        | 9        | 10       | 11       | 12       | 13       |
| 46       | 14       | 15       | 16       | 17       | 18       | 19       | 20       |
| 47       | 21       | 22       | 23       | 24       | 25       | 26       | 27       |
| 48       | 28       | 29       | 30       |          |          |          |          |

| Dezember | Dezember | Dezember | Dezember | Dezember | Dezember | Dezember | Dezember |
| Kw       | Mo       | Di       | Mi       | Do       | Fr       | Sa       | So       |
| -------- | -------- | -------- | -------- | -------- | -------- | -------- | -------- |
| 48       |          |          |          | 1        | 2        | 3        | 4        |
| 49       | 5        | 6        | 7        | 8        | 9        | 10       | 11       |
| 50       | 12       | 13       | 14       | 15       | 16       | 17       | 18       |
| 51       | 19       | 20       | 21       | 22       | 23       | 24       | 25       |
| 52       | 26       | 27       | 28       | 29       | 30       | 31       |          |

## Ereignisse

### Politik und Weltgeschehen

#### Heiliges Römisches Reich

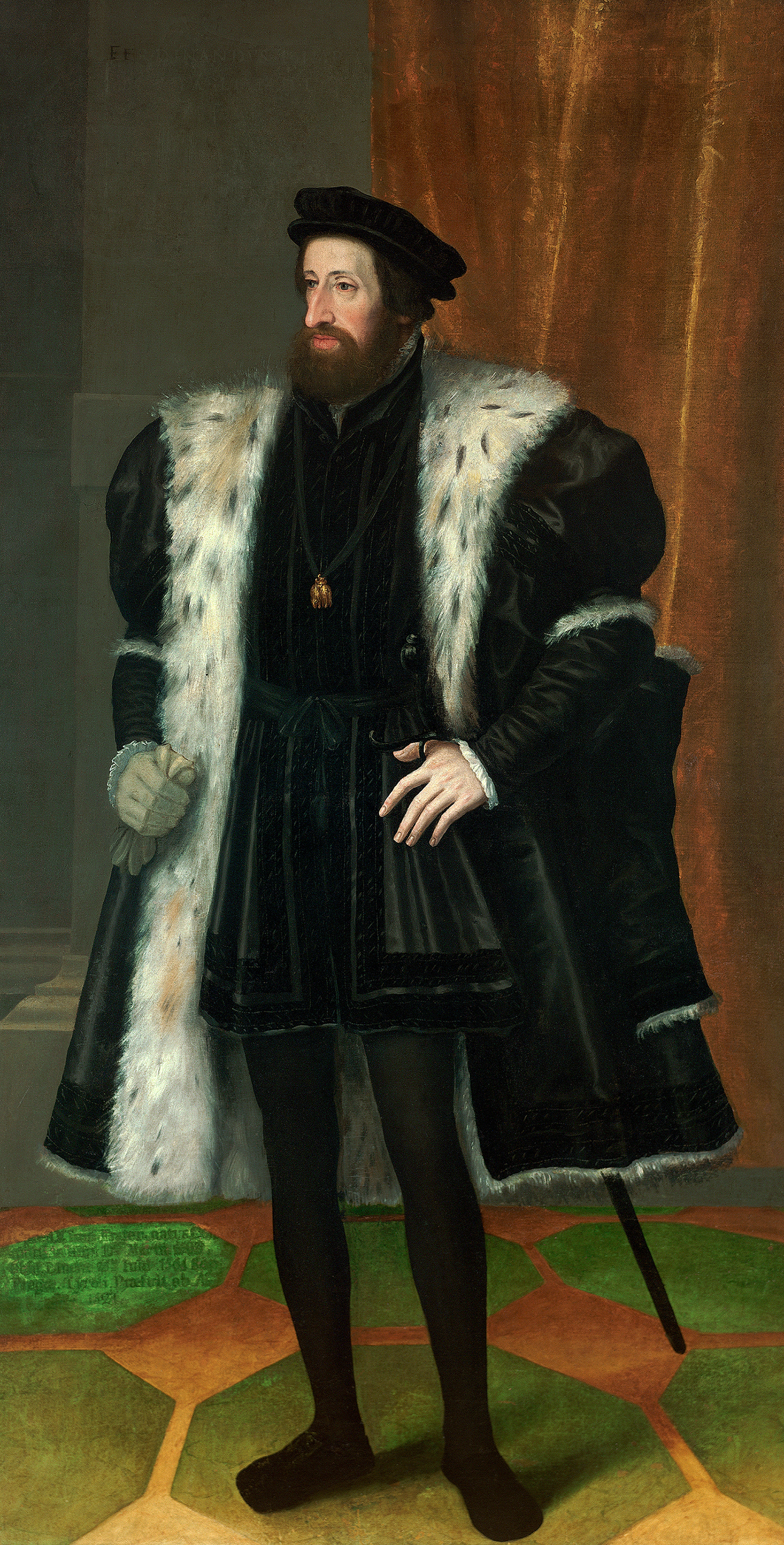
Ferdinand I., Kaiser des Heiligen Römischen Reiches; Porträt von Hans Bocksberger

- 25. Februar: Der Frankfurter Kurfürstentag tritt zusammen. Er soll reichsrechtlich eine noch nie dagewesene Situation regeln, die Nachfolge eines zurückgetretenen Kaisers: Karl V. hat 1556 sein Amt niedergelegt.
- Februar/März: In Frankfurt findet der Kurfürstentag statt. Die Übertragung der Kaiserkrone von Karl V. an dessen Bruder Ferdinand I. wird von den Kurfürsten einvernehmlich akzeptiert.
- 18. März: Auf dem Kurfürstentag erfolgt eine Erneuerung der Statuten des Kurvereins über die Kaiserwahl.
- 18. März: Auf dem Kurfürstentag unterzeichnet ein Teil der protestantischen Reichsfürsten den sogenannten Frankfurter Rezess, ein um innerkirchlichen Ausgleich bemühtes Papier.
- 24. März: Ferdinand I. wird in Aachen zum Kaiser gekrönt.
- Auf dem Reichstag zu Augsburg streben Kursachsen und Kurpfalz die Abschaffung des Geistlichen Vorbehalts an.

#### England / Frankreich / Schottland
- 7. Januar: François de Lorraine, duc de Guise, erobert nach einwöchiger Belagerung Calais, die letzte englische Besitzung auf französischem Boden, für Frankreich. Stadtkommandant Thomas Wentworth kapituliert am nächsten Tag unter der Bedingung freien Abzugs.
- 24. April: Der französische Dauphin Franz heiratet die schottische Königin Maria Stuart.
- 13. Juli: Die Schlacht bei Gravelines ist die letzte Schlacht der Italienischen Kriege. Ein englisch-spanisches Heer besiegt französische Truppen und zwingt Frankreich zum Friedensschluss im folgenden Jahr.
- 17. November: Maria I., die Katholische, stirbt kinderlos. Ihre Nachfolgerin als Königin von England wird aus diesem Grund ihre protestantische Halbschwester Elisabeth I. Das bis 1603 dauernde Elisabethanische Zeitalter beginnt, in dem England zur Großmacht aufsteigt.

#### Russland / Baltikum

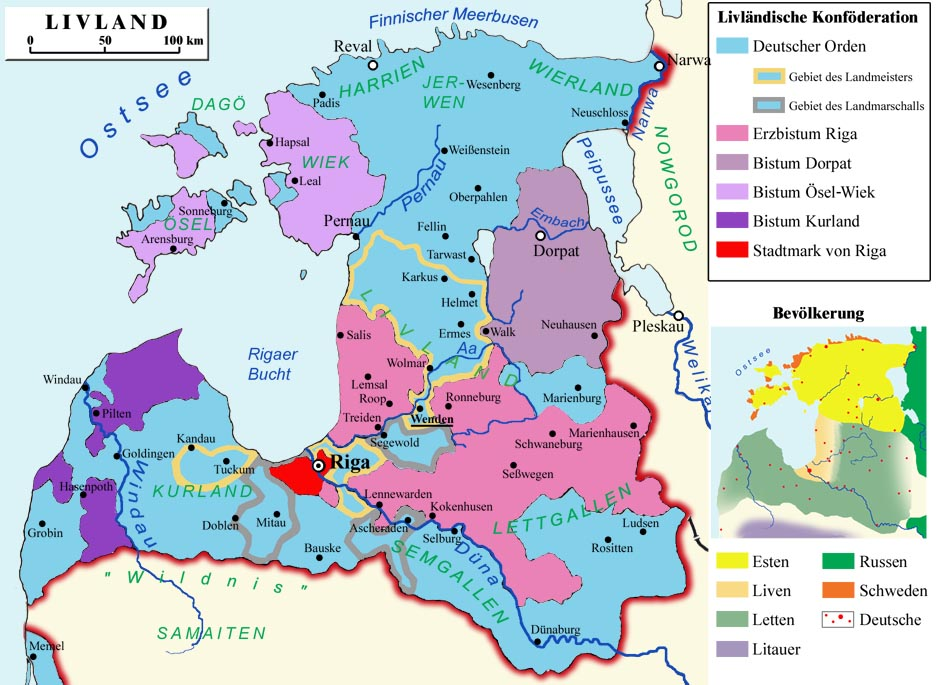
Die Livländische Konföderation vor dem Krieg

- 22. Januar: Mit dem Einmarsch russischer Truppen in den Staaten der Livländischen Konföderation im Baltikum beginnt der Livländische Krieg.
- 4. April: Zar Iwan IV. überträgt dem Pelzhändler Anikita Stroganow das Land an der Kama in Sibirien und ihren Nebenflüssen zur Nutzung.

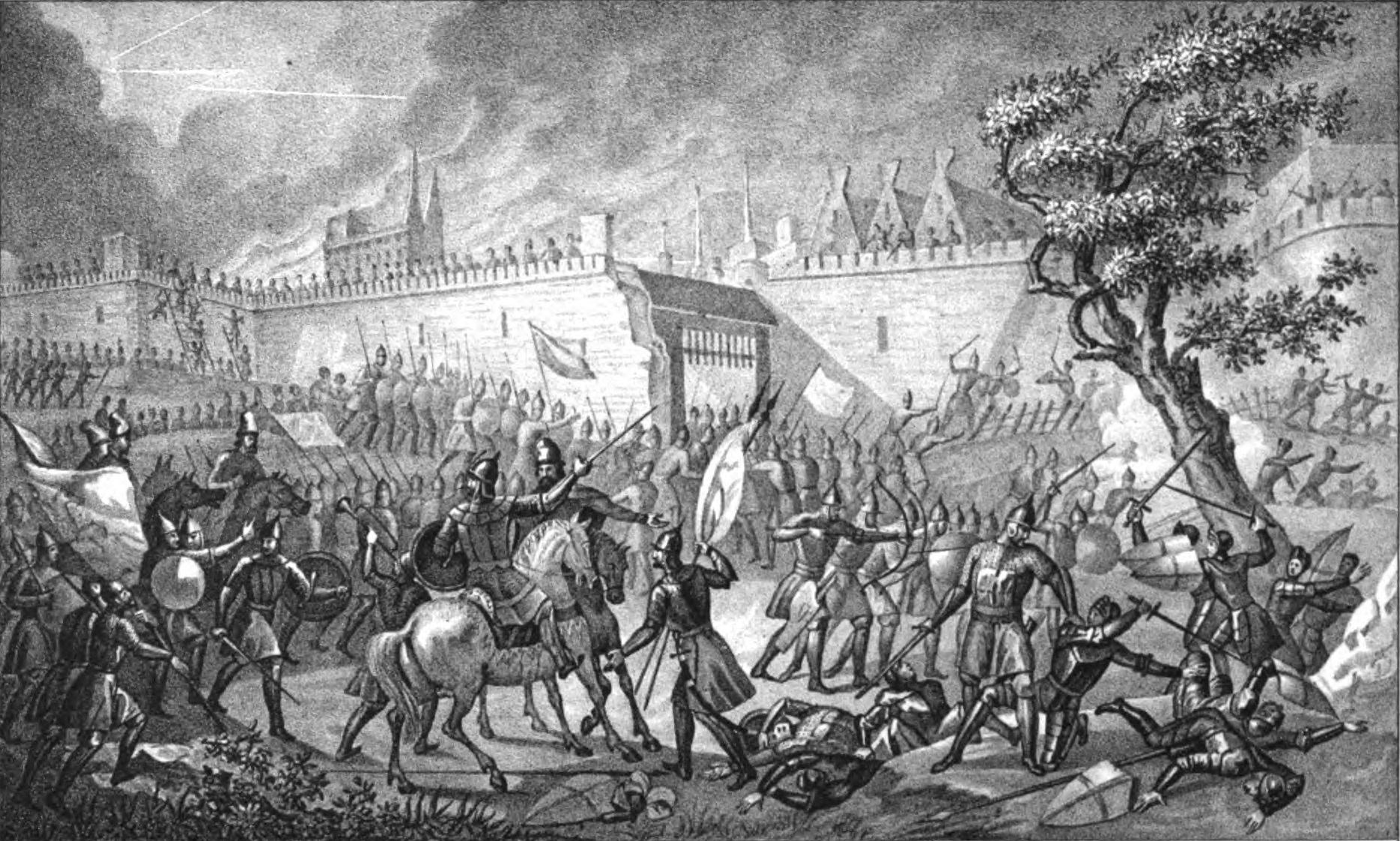
Belagerung von Narwa

- 11. Mai: Das Zarentum Russland erobert Narwa und erhält damit Zugang zur Ostsee.
- 29. Juni: Russland erobert Neuhausen.
- 18. Juli: Russland erobert Dorpat.
- Herbst: Russische Truppen dringen bis Reval vor, ziehen sich dann aber zur Überwinterung nach Narwa und Dorpat zurück.

#### Amerikanische Kolonien
- 5. Februar: Im Arauco-Krieg wird Caupolicán, Anführer der Mapuche, gefangen genommen und hingerichtet.

### Wirtschaft
- Die Börse in Hamburg wird gegründet.

### Wissenschaft und Technik
- 25. Januar: Die Unterzeichnung der Statuten durch Herzog Johann Friedrich II. ist die Geburtsstunde der Ernestinischen Universität Jena
- 2. Februar: Die Universität Jena nimmt ihre Lehrtätigkeit auf.

### Kultur
- Herzog Albrecht V. gründet die Bayerische Staatsbibliothek.
- Pierre Boaistuau gibt unter dem Titel Histoires des amans fortunez erstmals 67 von Königin Margarete von Navarra verfasste Erzählungen heraus, wobei er jedoch stark kürzt und durch Umgruppierungen den von der 1549 gestorbenen Autorin ursprünglich geplanten Kontext zerstört.

### Religion
- 26. Juli: Gebhard von Mansfeld wird als Nachfolger des am 18. Juni verstorbenen Anton von Schaumburg Erzbischof von Köln.
- 17. November: Reginald Pole, letzter römisch-katholischer Erzbischof von Canterbury, stirbt nur kurze Zeit nach Königin Maria I. von England.

## Historische Karten und Ansichten

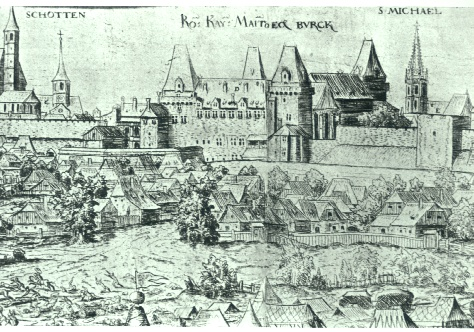
Wiener Hofburg 1558

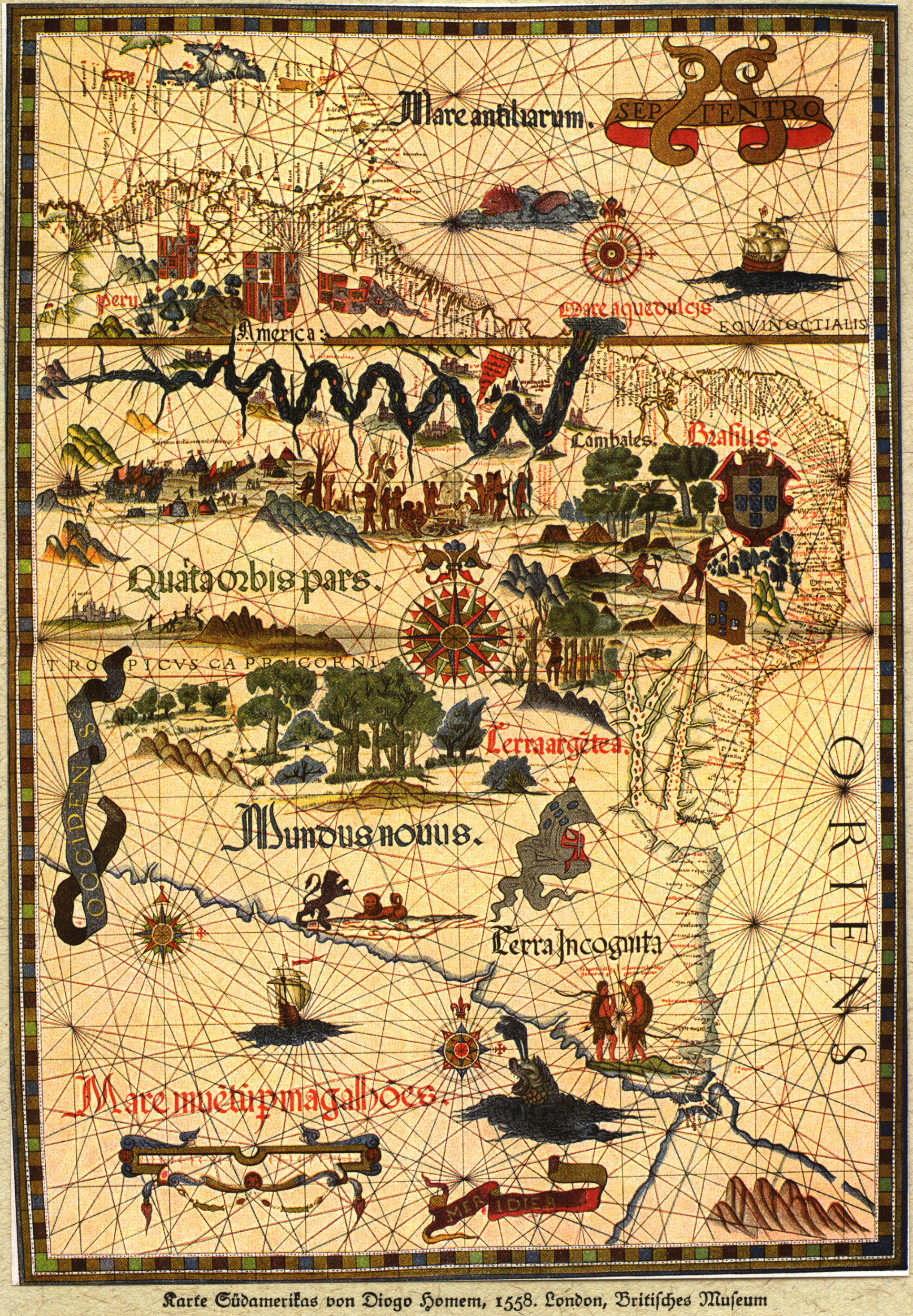
Karte von Südamerika 1558

## Geboren

### Geburtsdatum gesichert
- 16. Januar: Jakobe von Baden-Baden, Herzogin von Jülich-Kleve-Berg († 1597)

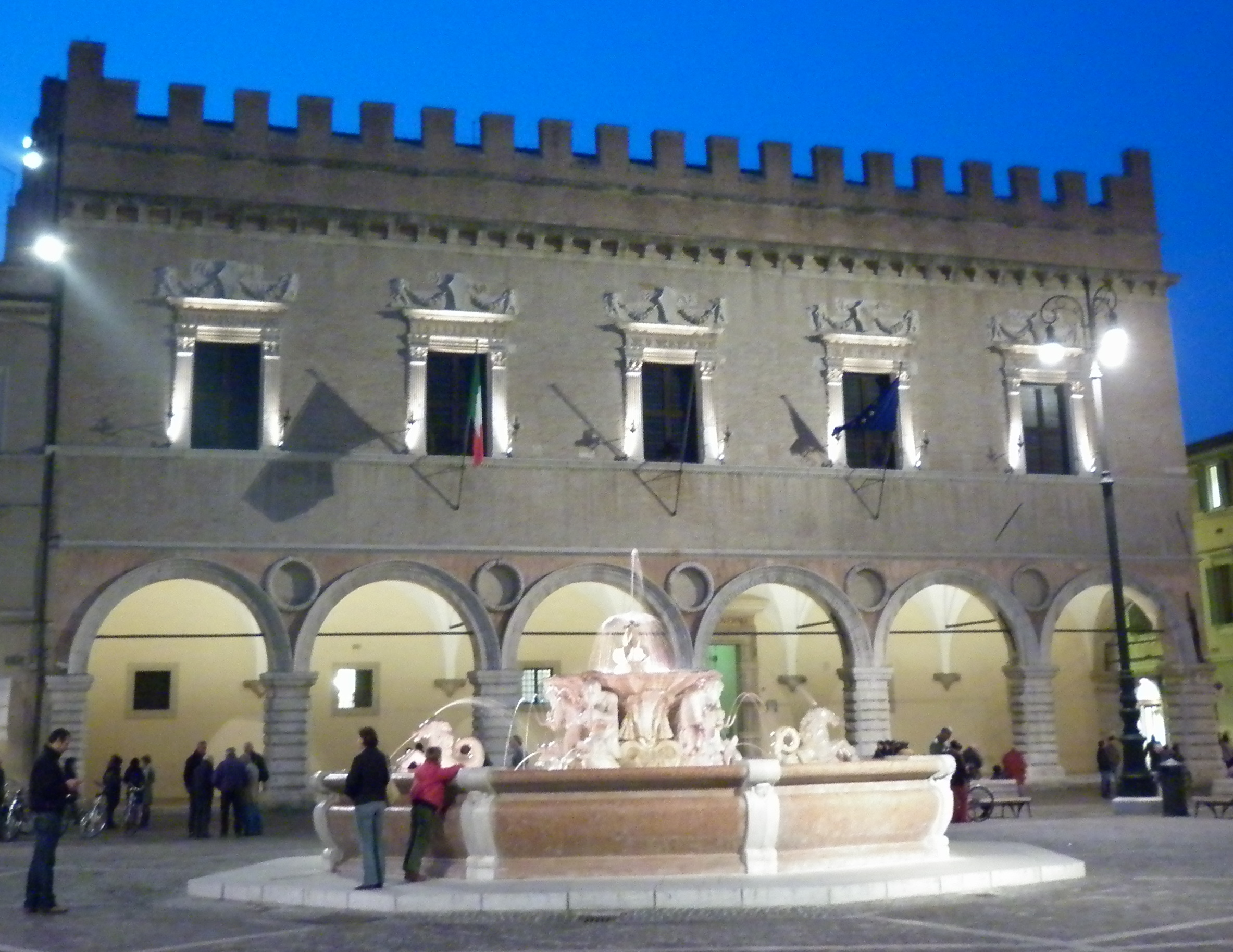
Palazzo Ducale, Geburtsort von Lavinia della Rovere

- 16. Januar: Lavinia della Rovere, italienische Adelige, Prinzessin von Urbino († 1632)
- 18. Januar: Johann Fladenstein, deutscher Jurist († 1618)
- 5. Februar: Heinrich Schickhardt, deutscher Baumeister der Renaissance († 1635)
- 7. März: Johann VII., Herzog von Mecklenburg-Schwerin († 1592)
- 1. Mai: Philipp Hahn, deutscher lutherischer Theologe († 1616)
- 15. Juni: Andreas von Österreich, Kardinal, Bischof von Konstanz und Brixen († 1600)
- 20. Juni: Markus Welser, deutscher Humanist, Historiker, Verleger und Bürgermeister von Augsburg († 1614)
- 8. Juli: Robert Greene, englischer Schriftsteller († 1592)
- 9. Juli: David Origanus, deutscher Arzt, Mathematiker und Astronom († 1628)
- 20. Juli: Wolfgang II. zu Castell-Remlingen, Herrscher der Grafschaft Castell († 1631)
- 2. August: Hermann von dem Bergh, Reichsgraf von dem Bergh, Statthalter von Spanisch Geldern († 1611)
- 8. August: George Clifford, 3. Earl of Cumberland, englischer Marinekommandant und Höfling († 1605)
- 19. August: François de Bourbon, Fürst von Conti, französischer Feldherr († 1614)
- 9. September: Philippe-Emmanuel de Lorraine, Herzog von Mercoeur  († 1602)
- 12. Oktober: Maximilian III., Hochmeister des Deutschen Ordens und Administrator Preußens († 1618)
- 18. Oktober: Gerhard Rantzau, dänischer Statthalter im königlichen Anteil Schleswig-Holsteins († 1627)
- 19. Oktober: Giovanni Alberti, italienischer Maler († 1601)
- 24. Oktober: Szymon Szymonowic, polnischer Dichter und Dramatiker († 1629)
- 25. Oktober: Johann Georg Agricola, deutscher Mediziner († 1633)
- 25. Oktober: Eva Christina, Prinzessin von Württemberg-Mömpelgard († 1575)
- 30. Oktober: Jacques Nompar de Caumont, Marschall von Frankreich († 1652)
- 3. November: Thomas Kyd, englischer Dramatiker († 1594)

### Genaues Geburtsdatum unbekannt
- vor dem 28. August: Joan Thynne, englische Adelige († 1612)
- Johannes Assuerus Ampzing, niederländischer Mediziner († 1642)
- Anthony Bacon, englischer Parlamentarier und Spion († 1601)
- Pedro Bermúdez, spanischer Komponist († 1605)
- Belisario Corenzio, neapolitanischer Maler griechischer Herkunft († 1646)
- Pierre Dugua de Mons, französischer Unternehmer und Entdecker († 1628)
- Mihai Viteazul, Woiwode von Siebenbürgen, Moldau und der Walachei († 1601)

## Gestorben

### Erstes Halbjahr
- 22. Januar: Christoph von Braunschweig-Wolfenbüttel, Bischof von Verden und Erzbischof von Bremen (* 1487)
- 28. Januar: Jakob Micyllus, deutscher Humanist und Pädagoge (* 1503)
- Januar: Anne Brandon, Baroness Grey of Powys, englische Adelige (* 1506/1509)
- 10. Februar: Johann Weinlob, märkischer Jurist und Kanzler der Kurfürsten Joachim II. von Brandenburg
- 18. Februar: Eleonore von Kastilien, Erzherzogin von Österreich, Prinzessin von Spanien und Königin von Portugal und Frankreich (* 1498)
- 20. Februar: Jakob Ruf, Schweizer Chirurg, Geburtshelfer und Schriftsteller (* um 1505)
- 27. Februar: Kunigunde von Brandenburg-Kulmbach, Markgräfin von Baden (* 1523)

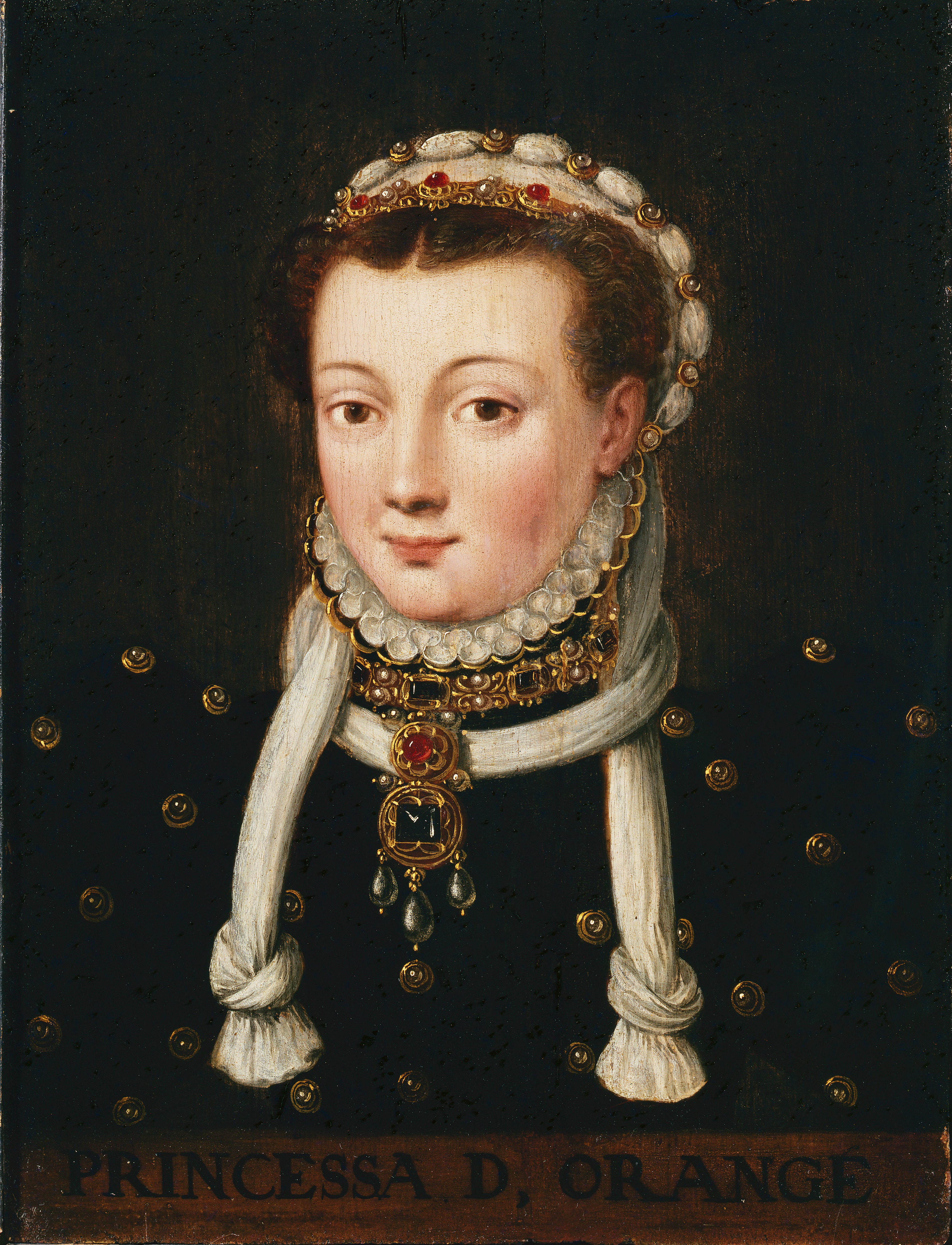
Anna von Egmond, Gräfin von Büren

- 24. März: Anna von Egmond, Gräfin von Büren, Leerdam und Lingen, Herrin von Egmond, IJsselstein, St.Maartensijk, Kortgene, Kranendonk, Borssele, Grave, Odijk sowie der Hohen Herrlichkeit Jaarsveld (* 1533)
- 24./25. März: Cassandra Fedele, venezianische Humanistin (* 1465)
- 2. April: Wolfgang, Pfalzgraf von Neumarkt und Statthalter der Oberpfalz (* 1494)
- 15. April: Georg Scharnekau, deutscher evangelischer Theologe und Reformator (* 1505)
- 15. April: Melchior Zobel von Giebelstadt, Fürstbischof von Würzburg (* 1505)
- 17. April: Roxelane, Lieblingsgemahlin des osmanischen Sultans Süleyman I. (* zwischen 1500 und 1506)

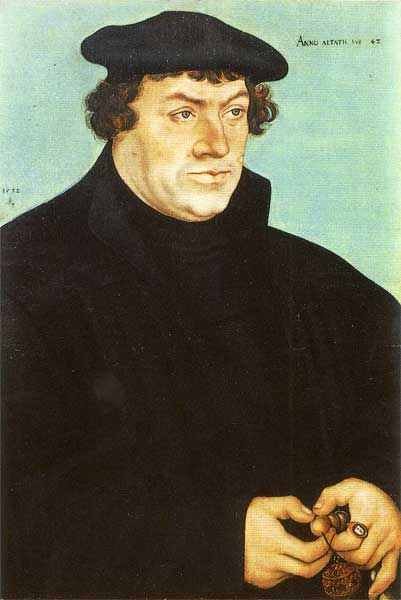
Johannes Bugenhagen von Lucas Cranach

- 20. April: Johannes Bugenhagen, auch Doktor Pomeranus genannt, Reformator Pommerns und Dänemarks (* 1485)
- April: William Peto, englischer Kardinal und Bischof von Salisbury (* um 1485)
- 1. Mai: Felicitas von Selmenitz, erste Frau der Reformation in Halle an der Saale (* 1488)
- 1. Mai: Gabriel Zwilling, lutherischer Theologe und Reformator (* 1487)
- 6. Mai: Mechthild von Hessen, Gräfin von Tecklenburg-Schwerin (* um 1490)
- 17. Mai: Francisco de Sá de Miranda, portugiesischer Dichter (* 1485)
- 25. Mai: Elisabeth von Brandenburg, Herzogin von Braunschweig-Calenberg-Göttingen (* 1510)
- 6. Juni: Philipp I., Graf von Nassau-Wiesbaden-Idstein (* 1492)
- 13. Juni: Mario Bandini Piccolomini, italienischer Politiker (* um 1500)
- 18. Juni: Anton von Schaumburg, Erzbischof von Köln (* um 1517)
- 20. Juni: Piero Strozzi, italienischer Condottiere (* 1511)
- 25. Juni: Johannes Ferrarius, deutscher Jurist, Theologe und Philosoph (* 1486)

### Zweites Halbjahr

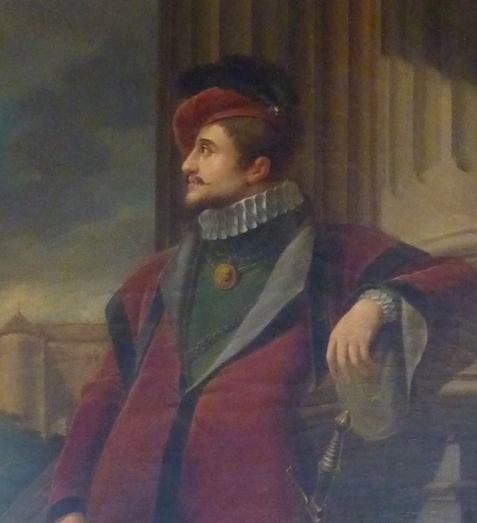
Georg I. von Württemberg-Mömpelgard

- 17. Juli: Georg I., Graf von Württemberg-Mömpelgard (* 1498)
- Juli: Pierre du Val, französischer Prediger (* um 1500)
- 11. August: Justus Menius, deutscher evangelischer Theologe und Reformator (* 1499)
- 15. August: Paul Lautensack, deutscher Maler (* 1478)
- 24. August: Johannes Garcaeus der Ältere, deutscher lutherischer Theologe und Reformator (* 1502)
- 24. August: Vettor Grimani, venezianischer Patrizier, Prokurator von San Marco und Mäzen (* um 1495/97)
- 9. September: Adam Krafft, evangelischer Kirchenreformer Hessens (* 1493)
- 20. September: Catharina von Zehmen, meißnisch-sächsische Adelige (* 1513)

Grab Kaiser Karls V. im Escorial

- 21. September: Karl V., Kaiser des Heiligen Römischen Reichs, als Karl I. auch König von Spanien (* 1500)
- 30. September: Jobst Kettwig, Dresdner Stadtschreiber, Ratsherr und Bürgermeister
- 14. Oktober: Mellin de Saint-Gelais, französischer Dichter, Hofpoet von Franz I. (* um 1491)
- 17. Oktober: Maria von Kastilien, Königin von Böhmen und Ungarn (* 1505)
- 21. Oktober: Julius Caesar Scaliger, richtiger Name vermutlich Giulio Bordoni, italienischer Humanist, Dichter und Naturforscher (* 1484)
- 1. November: Erhard Schnepf, deutscher Theologe und Reformator (* 1495)

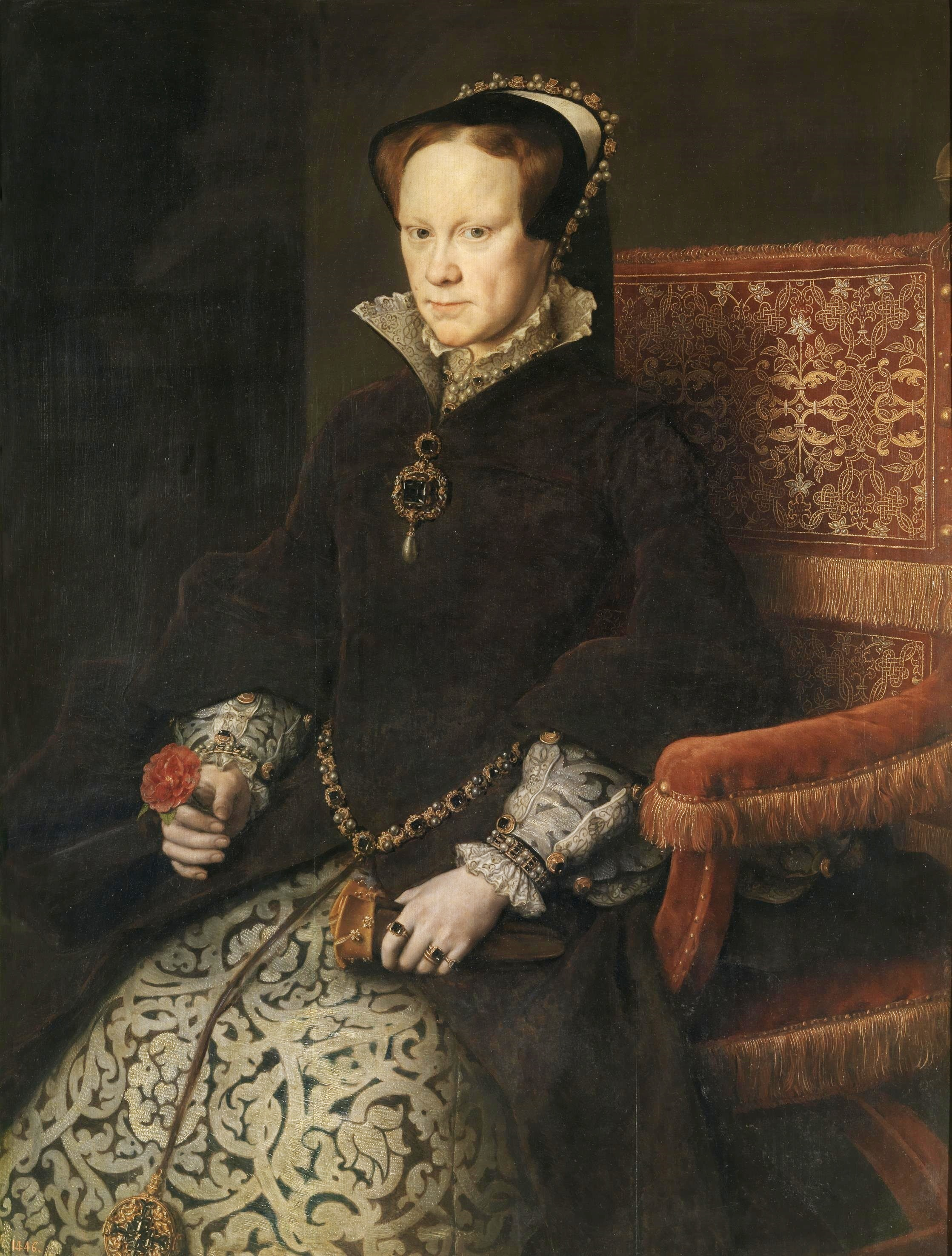
Maria I. von England, 1554

- 17. November: Maria I. (Maria Tudor, Bloody Mary), Königin von England (* 1516)
- 17. November: Reginald Pole, englischer Erzbischof von Canterbury, Kardinal (* 1500)
- 22. November: Charles II. de Lalaing, Hennegauer Staatsmann (* um 1506)
- 20. Dezember: Leonhard Brunner, deutscher lutherischer Theologe, Pädagoge und Reformator (* um 1500)
- 28. Dezember: Jakob von Jonas, deutscher Philologe, Rechtswissenschaftler, Politiker und Diplomat (* um 1500)

### Genaues Todesdatum unbekannt
- Benedictus Appenzeller, franko-flämischer Sänger und Komponist (* zwischen 1480 und 1488)
- Dietrich Arnsborg, deutscher Reformator
- Gertrude Courtenay, Marchioness of Exeter, englische Adelige und Freundin von Katharina von Aragon (* vor 1504)
- Robert Recorde, englischer Mediziner und Mathematiker (* 1510)